# Oorlogsmonument Marnixstraat

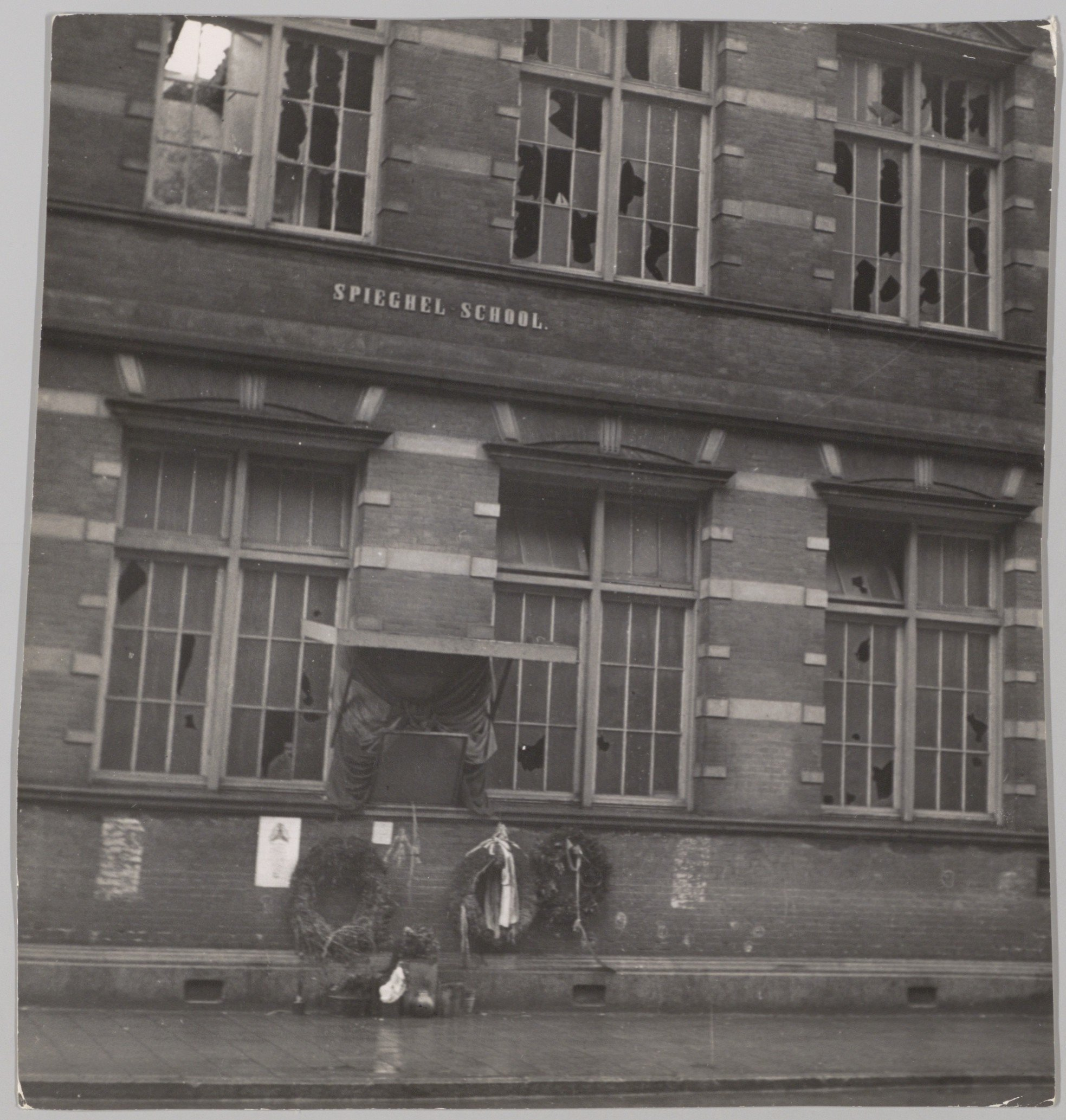
Geïmproviseerd monument voor de Spieghelschool (1946)

Het Oorlogsmonument Marnixstraat is een oorlogsmonument in Amsterdam-Centrum. Het staat ter hoogte van het DeLaMar aan de Marnixstraat 404.

## Geschiedenis
Al vrij snel na de Tweede Wereldoorlog werd ter plaatste een provisorisch monument geplaatst; er was gebrek aan van alles. Eigenlijk was er alleen een afdakje met draperieën, een plaquette en wat kransen. Het voerde terug op de brandstichting op 5 januari 1945 door mensen uit het verzet, ten einde de administratie van de Arbeitseinsatz grondig te ontregelen. Die Arbeidseinsatz was ondergebracht in de Spieghelschool, vandaar ook soms de aanduiding Monument Spieghelschool. De Duitse bezetter nam wraak door vijf willekeurige politieke gevangenen en 20 ambtenaren te fusilleren. De restanten van het gebouw werden na de Tweede Wereldoorlog afgebroken om plaats te maken voor het De La Mar Theater.
In 1947 maakte dat monument plaats voor een creatie van Hildo Krop, stadsbeeldhouwer. Ondanks materiaalkrapte als gevolg van de oorlog wist hij een bronzen beeld met natuurstenen sokkel te maken. Het bestaat uit vier à vijf delen. Van boven naar onder:
- een bronzen beeldje van een naakte mannenfiguur (1) staande op een klein voetstuk (2); de mannenkop heeft een boze blik; de man maakt protesterende gebaren; in het voetstuk is de naam van de beeldhouwer leesbaar
- beeldje en sokkel staan op een bronzen zuil/pilaar/kolom (3)
- achter beeld, voetstuk en zuil in een natuurstenen scherm (4) dat het afscheidt van het achterliggende gebouw van het DeLaMar
- het geheel staat op een natuurstenen sokkel, waarin een tekst is opgenomen (5). Deze sokkel staat op de plint van het gebouw.

De tekst luidt:
Op deze plek zyn op
6 januari 1945
aan het
Duitsche
schrikbewind
ten offer gevallen
uit wraak voor
een daad
van voorbeeldige
vaderlandsliefde
welke op deze
 plaats
was volbracht.
Het beeld werd op 3 april 1947 onthuld door burgemeester Arnold d'Ailly. 

## Vervangingen
Echte rust heeft beeld niet gehad. Rond 13 september 1967 was het beeld door vandalen grof van haar sokkel gehaald en meegenomen. Hildo Krop (stadsbeeldhouwer) maakte daarom een nieuw afgietsel uit de oorspronkelijke gipsen mal. Deze werd op 4 mei 1968 op zijn plaats gezet. Twee jaar later, augustus 1970 vond men het oorspronkelijke beeld na een anonieme tip terug in de bossages van het Vondelpark. Rond november 1971 werd het beeld opnieuw losgerukt en meegenomen.  Vermoedelijk is daarna het origineel teruggeplaatst. In de periode november 2006 tot 2010 moest het beeld wijken voor de grootscheepse her- en verbouw van het DeLaMar Theater. Toen de bouw voltooid was, werd het monument teruggeplaatst.